# Porsestraße 15

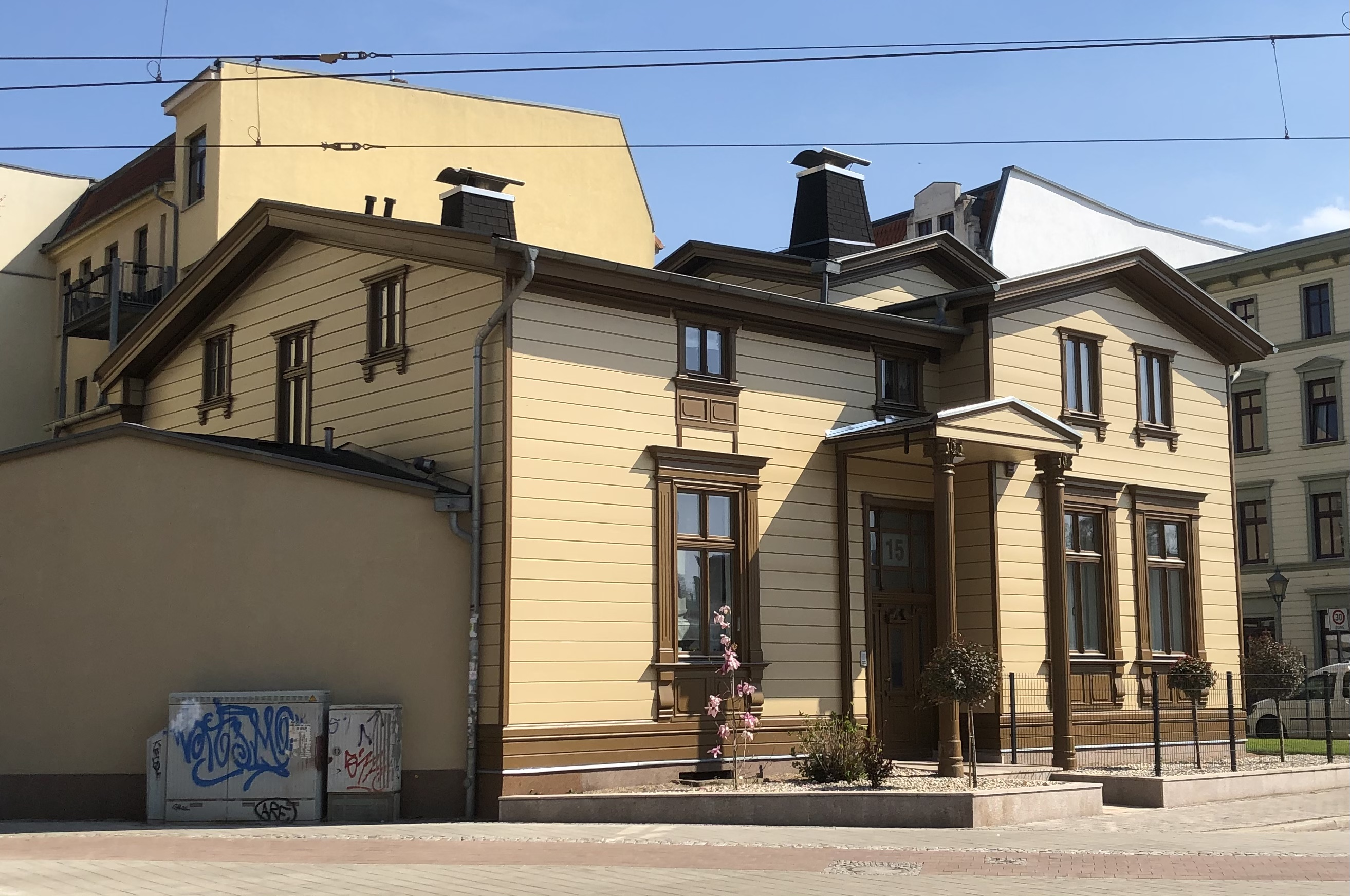
Porsestraße 15 im Jahr 2021

Das Gebäude Porsestraße 15 ist eine denkmalgeschützte Villa in Magdeburg in Sachsen-Anhalt.

## Lage
Es befindet sich an der Kreuzung der Porsestraße mit der Warschauer Straße im Magdeburger Stadtteil Buckau. Südlich des Hauses mündet die Basedowstraße auf die Kreuzung ein.

## Architektur und Geschichte
Die eineinhalb- bis zweigeschossige Villa im Landhausstil wurde 1876 vom Zimmermeister Hermann Seyffarth für den Kaufmann Wilhelm Rießler errichtet. Sie entstand als Fachwerkbau als Rayonhaus im Vorfeld der Festung Magdeburg und wurde mit einer Holzverschalung versehen.
Im örtlichen Denkmalverzeichnis ist das Wohnhaus unter der Erfassungsnummer 094 17853 als Baudenkmal verzeichnet.
Das Gebäude bildet mit den benachbarten Rayonhäusern Porsestraße 13, 14 und 17 eine Gruppe dieses Bautyps und gilt als Rayonhaus als militärgeschichtlich bedeutend. Außerdem ist das Haus durch seine markante Lage an der Kreuzung mehrerer Straßen und gegenüber dem Bahnhof Magdeburg-Buckau städtebaulich wichtig.